# كلغة أمير شيخي (كوهمرة خامي)
کلغة أمیر شیخي (بالفارسية: کلگه امیرشیخی) هي قرية تقع في إيران في قسم كوهمرة خامي الريفي. يقدر عدد سكانها بـ 93 نسمة بحسب إحصاء 2016.